# Mohamed Al-Gadi
Mohamed Elhnaish Al-Gadi (in arabo محمد الحنيش الجدي‎?; Az-Zawiyya, 22 giugno 1990) è un ex calciatore libico, di ruolo centrocampista.

## Carriera

### Nazionale
Nel 2013 ha esordito in nazionale.

## Statistiche

### Cronologia presenze e reti in nazionale
| Cronologia completa delle presenze e delle reti in nazionale ― Libia | Cronologia completa delle presenze e delle reti in nazionale ― Libia | Cronologia completa delle presenze e delle reti in nazionale ― Libia | Cronologia completa delle presenze e delle reti in nazionale ― Libia | Cronologia completa delle presenze e delle reti in nazionale ― Libia | Cronologia completa delle presenze e delle reti in nazionale ― Libia | Cronologia completa delle presenze e delle reti in nazionale ― Libia | Cronologia completa delle presenze e delle reti in nazionale ― Libia |
| Data                                                                 | Città                                                                | In casa                                                              | Risultato                                                            | Ospiti                                                               | Competizione                                                         | Reti                                                                 | Note                                                                 |
| -------------------------------------------------------------------- | -------------------------------------------------------------------- | -------------------------------------------------------------------- | -------------------------------------------------------------------- | -------------------------------------------------------------------- | -------------------------------------------------------------------- | -------------------------------------------------------------------- | -------------------------------------------------------------------- |
| 13-11-2015                                                           | Sfax                                                                 | Libia                                                                | 1 – 0                                                                | Ruanda                                                               | Qual. Mondiali 2018                                                  | -                                                                    | 57’ 81’                                                              |
| 8-10-2016                                                            | Kinshasa                                                             | RD del Congo                                                         | 4 – 0                                                                | Libia                                                                | Qual. Mondiali 2018                                                  | -                                                                    | 46’                                                                  |
| 31-8-2017                                                            | Conakry                                                              | Guinea                                                               | 3 – 2                                                                | Libia                                                                | Qual. Mondiali 2018                                                  | -                                                                    | 64’                                                                  |
| 4-9-2017                                                             | Monastir                                                             | Libia                                                                | 1 – 0                                                                | Guinea                                                               | Qual. Mondiali 2018                                                  | -                                                                    | 10’, 63’                                                             |
| Totale                                                               |                                                                      | Presenze                                                             | 4                                                                    |                                                                      | Reti                                                                 | 0                                                                    |                                                                      |